# دواء مجهض

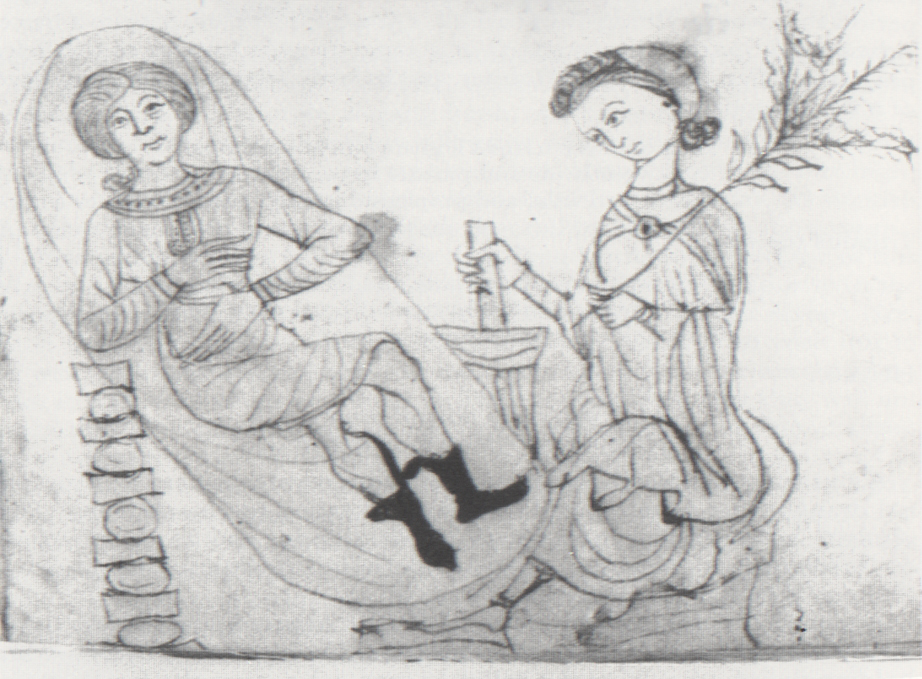
هذه الصورة من العصور الوسطى حيث تقوم الداية بإعداد خليط النعناع لحامل.

المجهضات أو الأدوية المجهضة هي الأدوية المستعملة في حدوث عملية الإجهاض. ومن الأدوية الشائعة الطبية الميفيبريستون ويُستخدم عادة مع الميزوبروستول على نهج خطوتين متتاليتين بالإضافة للعديد من الخلطات العشبية التي تسبب الإجهاض وعلى الرغم من ذلك لا توجد معلومات كافية عن مدى فاعليتها على البشر.

## أدوية مجهضة
جيميبروست gemeprost والميزوبروستول ميزوبروستول هما من النظائر البروستاغلاندين (كلاهما مركبات بروستلاغلاندين مصنعة)E1 (PGE1) وهي الأكثر استخداما للإجهاض في الأسابيع الأولى من الحمل (24-60يوم) ويشترك كلاً من الميفيبريستون mifepristone (ذو تاثير محصر للبروجستيرون)أو الميثوتريكسات methotrexate (مضاد الفولات) مع بروستاغلاندين في عملية الإجهاض، وتعد فاعلية الميزوبروستول المعطى عن طريق المهبل أكبر مقارنة بالمعطى عن طريق الفم. وفي فرنسا فإنه موافق على استعمال الميزوبوستول مع الميفبرستون بالإسم التجاري GyMiso للإجهاض الطبي في حين لم تصرح الولايات المتحده باستعمال الميزوبوستول Misoprostol مع الميفيبريستون mifepristone, فيستخدم دواء دينوبروستون بروستاغلاندين E2 للإجهاض المتاخر ويوضع الدوء خارج السلي هو سائل يحيط بالجنين في الرحم (المرحلة الثانية).
الميفيبريستون وهو مضاد لعمل البروجسترون (هرمون ضروريّ للمحافظة على الحمل) والمعروف باسم 486-RU, ويتم تسويقه بالإسم التجاري ميفيجاين Mifegyne في فرنسا وبلدان آخرى بخلاف الولايات المتحده فأن الاسم التجاري هو ميفيبريكس Mifeprex , ويتم استخدام الميفيبريستون مع الميسوبروستول الذي هو نظيرالبروستاغلاندين E1.
يستخدم الميسوبروستول وحده في بعض الأحيان كوسيلة للإجهاض الذاتي في بلدان أمريكا اللاتينية الغير متوفرة فيها الإجهاض القانوني وتستخدمه بعض نساء الولايات المتحدة اللاتي لا يستطعن تحمل تكاليف الإجهاض القانوني.

## أعشاب مجهضة
يوجد العديد من المجهضات غير الدوائية القديمة قبل عصر الصناعة الدوائية ومنها الإجهاض الطبيعي بالأعشاب والأدوات المعدنية والأعمال الشعائرية والروحية، ومن الصعب تحديد فعالية نجاح هذه المجهضات إلا انها استخدمت قبل ظهور التجارب السريرية والنهج العلمي التي لا تزال مستخدمه في العصر الحديث وتعتبر بعض منها فعالة بدرجة اقل أو أكبر بينما البعض الآخر فعال جدا ولكن له اثار جانبية خطيرة (مواد سامة في الأصل) مما سبب عدم انتشارها.
العديد من الأعشاب والنباتات في الوقت الحالي تباع بدون وصفة طبية وتعمل كوسيلة للإجهاض إما بتناولها وحدها أو بخلطات معينة ومن امثلتها الخميرة وفيتامين سي والحنظل والجزر البري والكوهوش الأزرق (أعشاب طبية في أمريكا الشمالية) النعناع وجوزة الطيب والبعيثران والدرداء الزلق ونبات فيرفين والسذاب شديد الرائحة والأرغوت والزعفران وحشيشة الدود كما أظهرت دراسة على الحيوانات بأن الرمان قد يكون مجهضاَ فعالاَ.

## تاريخ المجهضات
في الكتاب المقدس المرأة التي يطلق عليها Sotah وهي الزوجة التي يشك زوجها بأنها زنت تحاكم بالتعذيب حيث تشرب ماء المرارة والذي تفسر نتائجه إن كانت المرأة مذنبة بإجهاض حملها.

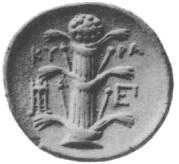
عملة فضية قديمة من مدينة قورينا رسم عليها نبات السيلفيوم.

القروينا أو سيرين مدينة تاريخيه استعمارها اليونانيين، كان اقتصادها قائم بالكامل على إنتاج وتصدير نبات السيلفيوم حيث يعتبر مجهض قوي، واشتهرت السيلفيوم بصورة واضحة جدا في ثروة القيرواني حيث نقشت هذه النبتة على عملة مسكوكة، يعتبر موطن السيلفيوم الأصلي في ليبا وبسبب الحصاد الجائر من اليونانيين الذي دفع النبتة للانقراض كليا ولكن هناك نظرية آخرى ان انقراض السيلفيوم كان بسبب عوامل المناخ، ويعتبر هذا المنتج مطلوب في وصفات مع الأعشاب.
ويستخدم السكان الأستراليين الاصلين بعض الأعشاب كالمجموعة الفنجانية cymbidium madidum والنبات المعروف بشجيرة الكنيين petalostigma pubescens واليوكاليبتوس (جنس شجر من الآسيات) اما بتناولها عن طريق الفم أو بتبخير المهبل بنبات Erythropleum chlorostachyum.
وفي المسيحية وتحديدا في قانون الكنيسة الكاثوليكية تصنف اعداد أعشاب الإجهاض كمعصية السحر ويعذب صاحبها في صيد السحرة (مكان لمحاكمة وتعذيب السحرة).
وقام الأطباء المسلمين في العصور الوسطى بتوثيق قوائم مفصله وشامله عن طريقة تحديد النسل ومنها استخدام المجهضات موضحين مدى فعليتها وانتشارها، وقد اتفق الفقهاء المسلمين على مشروعية استخدام وسائل الإجهاض بشرط أن يتم قبل نفخ الروح في الجنين أي خلال 120 يوم من حمله.
اما بالنسبة للقانون الإنجليزي لم يصبح الإجهاض غير قانوني حتى سنة 1803 ورأت الممارسة القومية الإنجليزية بمنع الإجهاض ان كانت حياة الجنين في التسارع فعلا. فإن تناولت الحامل الادوية قبل ذلك الوقت توصف على انها«استعادة حيض» أو«جلب للحيض», وقد استخدمت نساء إنجلترا في القرن التاسع عشر الأعشاب المجهضة ومنها: المشمع اللاصق ونبات العرعر الكبير وعشبة الشقران الاجاودار والنعناع والدرداء الزلق ونبات السذاب وجوزة الطيب والعنصل والمسحوق القدس المر (وليس بالضروري ان تكون هذه الأعشاب آمنة أو فعالة)